# 领燕鸻
领燕鸻（学名：Glareola pratincola），是鸻形目燕鸻科的一种鸟类。

## 特征
领燕鸻体重约84.9克，翼长约181.6毫米，嘴峰长约20.1毫米，喙宽度约4.9毫米，喙厚度约6毫米，跗蹠长约30.9毫米，尾长约106毫米。领燕鸻是候鸟，其栖息在开放的草原环境中，食性为肉食性，主要食物来源是陆生无脊椎动物。

## 亚种
- ：分布于南欧至巴基斯坦；越冬于撒哈拉以南非洲北纬5°以北的地区。
- ：分布于索马里南部和肯尼亚北部的沿海平原。
- ：分布于塞内加尔至肯尼亚南部、刚果民主共和国、纳米比亚和南非东部地区。[4]